# Baunton
Baunton é uma paróquia e uma aldeia do distrito de Cotswold, no condado de Gloucestershire, na Inglaterra. De acordo com o Censo de 2011, tinha 299 habitantes. Tem uma área de 6,95km².